# East Coast State Railway
| East Coast State Railway  | East Coast State Railway |
| ------------------------- | ------------------------ |
| Lokomotive Nr. 20 der ECR |                          |
| Streckenlänge:            | 953 km                   |
| Spurweite:                | 1676 mm (Kolonialspur)   |
|                           |                          |

Die East Coast State Railway (auch nur East Coast Railway, abgekürzt ECR) war eine staatliche Eisenbahngesellschaft an der Ostküste Britisch-Indiens. Sie wurde 1890 gegründet, um die Southern Mahratta Railway in Bezwada mit der Nizam’s Guaranteed State Railway in Cuttack zu verbinden. Die Strecke war in indischer Breitspur gebaut und das letzte Teilstück wurde 1900 fertig gestellt.
Die ECR hatte eine vergleichsweise sehr kurze Existenz. Der südliche Teil zwischen Vizianagaram und Bezwada kam bereits 1901 zur Madras Railway und der nördliche Teil zwischen Vizianagaram und Cuttack wurde 1902 auf die Bengal Nagpur Railway übertragen.
Am 31. Dezember 1897 besaß die Gesellschaft 57 Lokomotiven, 249 Personenwagen und 1478 Güterwagen.